# Macrojoppa kriegeri
Macrojoppa kriegeri är en stekelart som först beskrevs av Embrik Strand 1921.  Macrojoppa kriegeri ingår i släktet Macrojoppa och familjen brokparasitsteklar. Inga underarter finns listade i Catalogue of Life.